# Skotsfjorden
Skotsfjorden er en fjordarm af Vestfjorden i Steigen kommune i Nordland fylke i Norge. Den går knap  13 kilometer i østlig retning til bebyggelsen Liland. Fjorden har indløb mellem Skjenodden, sydvest for Kvalnes, i nord og Oksholmen, nord for Nordskot i syd. Den del af Skotsfjorden som ligger øst for Keipneset omtales også som Lilandsfjorden.
Langs nordsiden ligger en spredt gårdbebyggelse langs Fylkesvej 636. Der er ingen vejforbindelse langs den folketomme sydsiden hvor fjeldene når højder på over  syv hundrede meter.